# 데이 마케팅
데이 마케팅(day marketing)은 기념일을 이용하여 해당 상품의 판매를 촉진하는 마케팅이다.

## 데이 마케팅의 종류
- 발렌타인데이(2월 14일): 초콜릿 판매를 촉진함
- 삼겹살데이(3월 3일): 삼겹살을 먹는 기념일, 양돈농가의 소득증대를 위해 축산업협동조합이 지정함.[1]
- 화이트데이(3월 14일): 사탕 판매를 촉진함
- 빼빼로데이(11월 11일): 빼빼로 판매를 촉진함